# Рафаель Філіберто Боннельї
Рафаель Філіберто Боннельї Фондор (22 серпня 1904 — 28 грудня 1979) — домініканський правник, дипломат і політик, президент країни з 1962 до 1963 року. До цього також обіймав посаду віце-президента (1960—1962).

## Життєпис
Мав корсиканське та французьке коріння. 1926 року отримав ступінь бакалавра права. Після цього викладав у Нормальній школі у Санто-Домінго (1926—1930).
Вперше взяв участь у суспільному життя під час повстання проти режиму Орасіо Васкеса 1930 року. Після цього він став депутатом Національного конгресу, але невдовзі втратив мандат.
З 1931 упродовж 12 років мав юридичну практику. Після повернення до країни Естрельї Уреньї (1942) Боннельї повернувся до політики, ставши сенатором (1942—1944).
Після смерті Уреньї, 1945, Боннельї розпочав свій шлях кар'єрними сходами, що завершився на посту президента країни у січні 1962 року. Перед цим, у 1944—1946 роках був міністром внутрішніх справ; у 1946—1948 — міністром праці; у 1948—1949 — генеральним прокурором; у 1949—1953 — деканом Університету Санто-Домінго; у 1949—1953 — професором конституційного й цивільного права; у 1953—1954 — прем'єр-міністром; 1954 — міністром освіти; у 1954—1956 — послом в Іспанії; у 1956—1957 — міністром юстиції, у 1957—1959 — послом у Венесуелі; у 1960—1962 — віце-президентом Домініканської Республіки.
Основним завданням Боннельї на посту глави держави була організація перших за 30 років вільних виборів, за результатами яких перемогу здобув Хуан Бош. Також упродовж нетривалого президентства Боннельї було ухвалено такі важливі для країни закони, як банковий і житловий кодекси, що діють донині.
1966 року брав участь у виборах, утім програв їх Хоакіну Балагеру.